# Michael Schill
Michael Harry Schill (Schenectady, New York, 1958. szeptember 30. –) amerikai jogtudós, intézményvezető. 2015 és 2022 között az Oregoni Egyetem, 2022 óta a Northwestern Egyetem rektora.
Három könyvet és több cikket írt. Kutatási területei az ingatlanjog és a lakáspiaci diszkrimináció.

## Tanulmányai
Édesapja Simon Schill, édesanyja Ruth Coplon. A Linton Középiskolában érettségizett, majd 1980-ban a Princetoni Egyetemen A.B. fokozatot szerzett. Jogi diplomáját 1984-ben szerezte a Yale-en, ahol a jogi folyóirat szerkesztője volt. 1984-ben Marvin Katz kerületi bíró titkára, 1985 és 1987 között pedig a Fried, Frank, Harris, Shriver & Jacobson gyakornoka volt.

## Pályafutása

### Kezdetek
1987 és 1992 között a Pennsylvaniai Egyetem adjunktusa, 1992-től jogi oktatója volt. 1993 és 1995 között ingatlanjogot oktatott, majd 1995-től 2004-ig a New York Egyetemen és a Wagner Intézetben várostervezést, a Furman intézetben ingatlanjogot tanított. 2003-ban a politikai tanszék telekjogi oktatója lett.
2004-ben a UCLA jogi intézetének dékánja lett. Öt és fél éves regnálása alatt számos tanszéket alapított és több elismert szakembert is alkalmazott, emellett az egyetem dékáni tanácsának elnöke és a kancellária végrehajtó testületének tagja volt.
2010-ben a Chicagói Egyetem jogi intézetének dékánja lett. A hallgatói létszám növekedett és új tanszékek jöttek létre.

### Egyetemi vezetőként

#### Oregoni Egyetem
2015. április 14-én az Oregoni Egyetem 18. rektorává választották. Pályafutása alatt a kutatási és hallgatói teljesítmény javítására, valamint a diverzitás növelésére koncentrált.
2016-ban egymilliárd dolláros tudományos projektet jelentett be. A Phil Knight és Penny Knight ötszázmillió dolláros adományából létrejött campust 2020 decemberében nyitották meg. 2021-ben Phil Knight újabb ötszázmillió dollárt adományozott. Az Oregoni Egészségtudományi Egyetemmel közösen orvosbiológiai rákkutató adatközpontot hoztak létre. 2015-ben az egyetem addigi legnagyobb gyűjtőkampánya részeként hárommilliárd dolláros célt határozott meg, amit 2021-ben értek el.
2015-ben felvételi segítő tanács létrehozását jelentette be. 2019-ben a Tykeson épületben kéttucatnyi tanácsadó dolgozott, a négyéves képzést elvégzők aránya pedig tíz százalékkal nőtt.
A szólásszabadság fontosságát hangsúlyozva afroamerikaiak által vezetett előadás-sorozatot és fekete kulturális központot hozott létre. Javasolta két, rasszista felhangú elnevezés megváltoztatását, emellett 2020-ban Patrick Phillips oktatási igazgatóval közösen a színes bőrű oktatók megtartását és újak felvételét célzó programot jelentettek be.
Regnálása alatt jelentősen megnövekedett a magántőke bevonása, az egyetem történetének legnagyobb adományait kapta. Phil Knight adományaiból több, vitákat kiváltó sportlétesítmény épült.

#### Northwestern Egyetem
2022. augusztus 11-én a Northwestern Egyetem 17. rektorává választották, miután Rebecca M. Blank ideiglenes megbízottnál rosszindulatú daganatot diagnosztizáltak. Schillt 2023 júniusában iktatták be.

### Tanácsadóként
A Pac-12 Conference vezetői testületének és az NCAA igazgatótanácsának is tagja volt. Az Ithaka Harbors (a JSTOR fenntartója) igazgatótanácsának tagja, emellett New York városa több közigazgatási testületében és az Argonne Nemzeti Laboratúrium vezetőségében is szerepet vállalt. Többek között a MacArthur és a Ford alapítványoktól, illetve a szövetségi kereskedelmi minisztériumtól is kutatási ösztöndíjakat nyert el.

## Művei
- Jesse Dukeminier et al: Property [esettanulmány].
- Michael Schill – Jerry Salama – Jonathan Springer: Reducing the Cost of New Housing Construction in New York City. 2005 Edition. New York: Center For Real Estate and Urban Policy. 2005.
- Michael Schill – Richard P. Nathan: Revitalizing America’s Cities: Neighborhood Reinvestment and Displacement. New York: State University of New York Press. 1983.  JSTOR 3323534
- Michael Schill – Denise Previti: The State of New York City’s Housing and Neighborhoods. New York: Furman Center for Real Estate and Urban Policy. 2003–2005.
- Ousing and Community Development in New York City: Facing The Future. Szerk. Michael Schill. New York: State University of New York Press. 1999.

## Díjak és kitüntetések
2010 áprilisában New York városának tervezési bizottsága a Furman ingatlanjogi központ megalapításáért kiválóságdíjjal tüntette ki. 2011-ben a művészeti akadémia tagjává választották.

## Fordítás
- Ez a szócikk részben vagy egészben  a   Michael Schill című angol Wikipédia-szócikk ezen változatának fordításán alapul.  Az eredeti cikk szerkesztőit annak laptörténete sorolja fel. Ez a jelzés csupán a megfogalmazás eredetét és a szerzői jogokat jelzi, nem szolgál a cikkben szereplő információk forrásmegjelöléseként.